# Mankanza
Mankanza ou Makanza est une localité, chef-lieu du territoire de Mankanza, dans la province de l'Équateur en république démocratique du Congo.

## Géographie
Située sur la rive gauche fleuve Congo, elle est desservie par la route RP309 au nord-est du chef-lieu provincial Mbandaka.

## Histoire
Elle a pris le nom de Station Bangala puis de Nouvelle-Anvers ou Nieuw-Antwerpen, au début du XXe siècle. Située à mi-chemin entre Kinshasa (anciennement Léopoldville) et Kisangani (anciennement Stanleyville), elle constitue un comptoir européen dès les années 1890 et fut l'une des principales étapes de l'expédition de secours à Emin Pasha.

## Administration
Chef-lieu territorial de 16 240 électeurs enrôlés pour les élections de 2018, la localité a le statut de commune rurale de moins de 80 000 électeurs, elle compte 7 conseillers municipaux en 2019.

## Population
Le recensement date de 1984,.
| 1984 | 2004   | 2012   |
| ---- | ------ | ------ |
| -    | 15 482 | 18 968 |